# Yakari – Der Kinofilm
Yakari – Der Film ist ein französischer Zeichentrickfilm von Xavier Giacometti aus dem Jahr 2020, der auf den Yakari-Comics basiert.

## Inhalt
Hauptfigur ist der kleine Junge Yakari vom Stamm der Sioux, der auf der Spur eines Mustangs ist. Unterwegs trifft er auf einen Adler, der ihm eine Feder schenkt. Mit dieser Feder kann Yakari mit Tieren sprechen. Seine Reise führt in das Gebiet eines gefährlichen Stammes, der sich die Puma-Jäger nennt. Yakari muss einen Weg zurück zu den Sioux finden.

## Synchronisation
Die Synchronisation des Films wurde von dem Studio Hamburg Synchron GmbH erstellt. Dialogregie führte Sascha Draeger.
| Charakter                     | Französischer Sprecher | Deutscher Sprecher |
| ----------------------------- | ---------------------- | ------------------ |
| Yakari                        | Aloïs Agaësse-Mahieu   | Mia Diekow         |
| Regenbogen Arc-en-Ciel        | Hannah Vaubien         | Julia Fölster      |
| Kleiner Dachs Graine de Bison | Arielle Vaubien        | Patrick Bach       |
| Kleiner Donner Petit Tonnerre | Oscar Douieb           | Mark Seidenberg    |
| Großer Adler Grand Aigle      | Nicolas Justamon       | Hans Sigl          |

## Produktion und Veröffentlichung
Regie führte Xavier Giacometti, der ebenfalls das Drehbuch schrieb. Die Produzenten waren Maia Tubiana, Gisela Schäfer, Caroline Duvochel, Raphaële Ingberg, Arnaud Boulard und Léon Perahia. Die Musik komponierte Guillaume Poyet. Der Film wurde am 12. August 2020 in Frankreich veröffentlicht. Am 29. Oktober 2020 kam der Film in die deutschen Kinos.

## Rezeption
„Der Film bleibt dabei auch visuell weitgehend der Serien-Vorlage treu und bietet mit bekannten, aber trefflich eingesetzten Mitteln familienfreundliche Unterhaltung.“